# お祈り大明神
お祈り大明神（おいのりだいみょうじん）とはセガ（後のセガ・インタラクティブ）が開発した純和風をモチーフにしたマスメダルプッシャーゲーム。10ステーションで最大20人同時プレーが可能。
続編としては、お祈り大明神 祭がある。

## 特徴
このマシンの特徴は、中央に鎮座する巨大提灯である。巨大提灯はメダルを貯留できるようになっており、ジャックポット時に払い出されるメダルは、全てこの提灯の中に「現物で納められている」のが特筆すべき点と言える。
ジャックポット完成時の支払いは、この提灯を前に傾け、中のメダルを放出することによって行われるため、他のプッシャーマシンにおける、一度に200枚程度の払い出しを行うものとは大きくことなり、1000枚超のゲームメダルが滝のように降り注ぐ圧巻の演出を行うことが可能となっている。
また、放出経路の関係上、大量のメダルになると直接払い出し口にメダルが向かいやすく、他の機器にありがちな「払い出したメダルがサイドアウトへ吸われる」ことによる手取りの減少が少なく、実際に当時稼働していた他の機器と比較しても手元にやってくる「実入り」は多くなる傾向があった。

## 遊び方
メダルを投入し、風車チャッカーにメダルが入るとスロットが回転し、抽選の結果によってさまざまなイベントが発生。
スロットの数字が一一一　二二二　四四四　五五五　六六六　八八八　九九九なら、当たりでメダル皿にメダル50枚払い出す。
三三三　七七七なら、大当たりでにメダル皿にプールされたメダルを払い出し、その直後にメダル皿にメダルを払い出す。
中央に「占」が出ると小当たりとなり、点取り占いを始め、出た点数（1～10）に応じて出た点数分点取りゲージが増えて点数分メダルを払い出す。50点以上に達すると点取りボーナスでメダル皿にプールされたメダルを払い出し、その直後にメダル皿にメダルを払い出す。（三三三、七七七が出たと同様）
- 保留について

保留は最大10までストックすることができる。10個目は必ず赤玉で点灯。赤玉は青玉より当たりやすい。10個点灯でさらにメダルを入れると☆が出ることがある。☆の抽選は必ず当たる。ニワトリが手前に走っていく演出では一一一～九九九の当たりも含め、「占」が出ることがあるが、ジャックポットリーチの可能性もある。風神雷神では点取り占いもジャックポットリーチも出ない。一一一～九九九の当たりのみ。全部赤玉にすると虹玉保留で必ずジャックポットリーチが発生する。

### ジャックポットリーチ
左右に大明神シンボルが2つそろうとジャックポットリーチが発生。画面上側にジャックポット獲得枚数が表示される。チャレンジ前に大提灯にメダルが（3～250枚）蓄積され、イベント中に「いまだっ！！」の合図で鈴紐を左右に振り、 祈りが神様に届けばJACKPOTとなり、大量のメダルが払い出される。（最大2000枚以上）
蓄積された枚数が多いほどジャックポットの可能性がアップし、少ないほどジャックポットの当たり確率がかなり低くなる。
ごくまれに鈴紐を振らなくてもジャックポットを獲得することがある。
ジャックポットが払い出されると初期値の500枚に戻る。

### ひもふりちゃんす
ゲーム中に突然発生するボーナスゲームイベント。
合図が合ったら鈴紐をテンポよく振り、テンポよく振ればマトイがより高く上がる。
ライバルと競争して1位になった席のみメダルを払い出す。（20～300枚）